# Краснобрюхий цезий
Краснобрюхий цезий, или желтохвостый цезий (лат. Caesio cuning), — вид морских пелагических лучепёрых рыб из семейства цезионовых (Caesionidae). Широко распространены в Индо-Тихоокеанской области. Максимальная длина тела 60 см.

## Описание
Тело умеренно высокое, веретенообразное, несколько сжато с боков. Высота тела укладывается 3,0—4,2 раз в стандартную длину тела. Один постмаксиллярный выступ. Рот маленький, конечный, выдвижной. Мелкие конические зубы на обеих челюстях, сошнике и нёбе. В спинном плавнике 10 колючих и 15 (редко 14 или 16) мягких лучей. В анальном плавнике 3 колючих и 11 (редко 10 или 12) мягких лучей. Спинной и анальный плавники покрыты чешуёй. В грудных плавниках 18—19 мягких луча (редко 17 или 20). Хвостовой плавник раздвоен. Спинной и анальный плавники покрыты чешуёй. Колючая часть спинного плавника покрыта чешуёй на половину высоты. Полосы чешуй на височной области сливаются между собой. В боковой линии 45—51 чешуй.

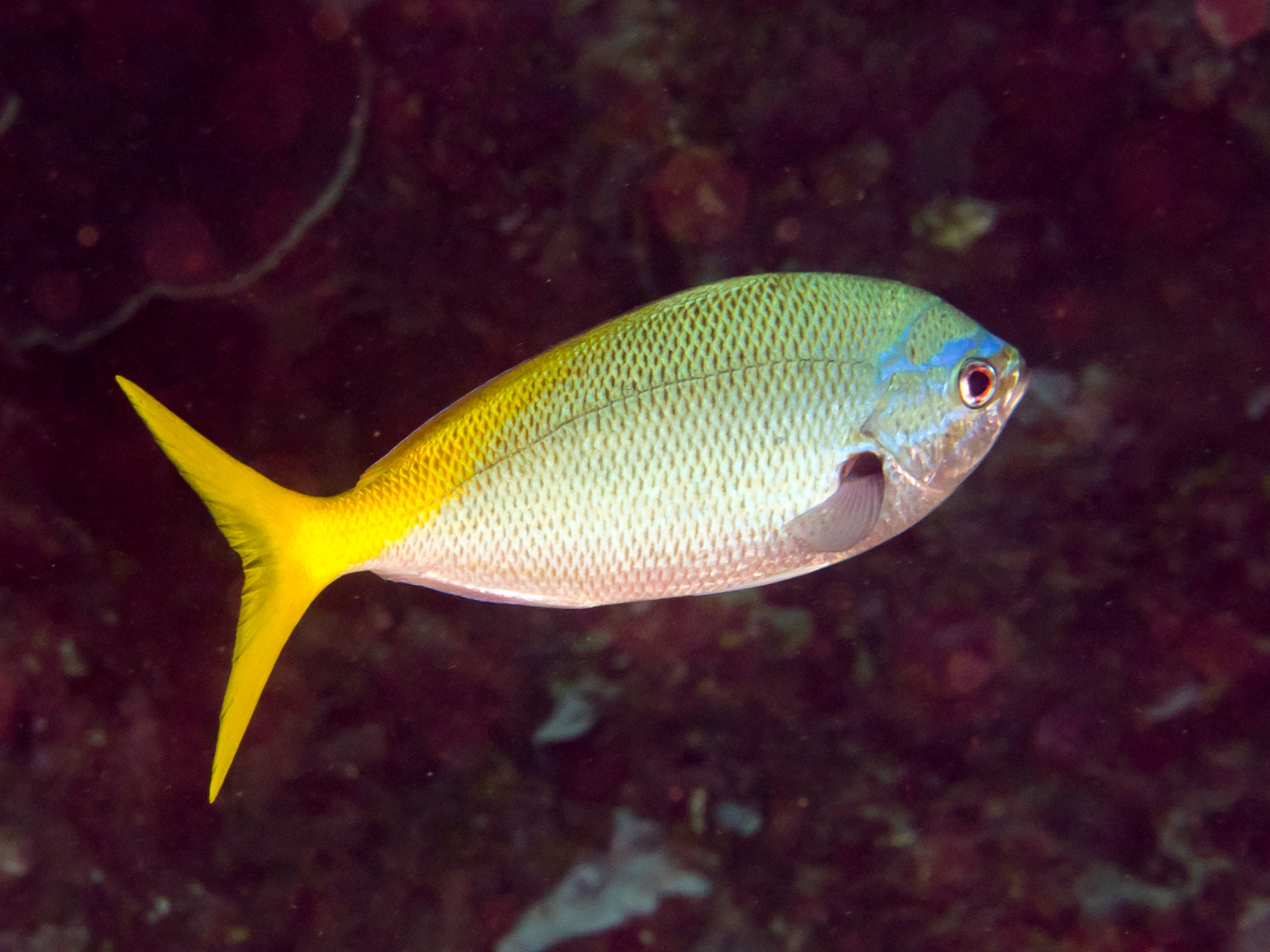

Верхняя часть тела серовато-голубая. Нижняя часть тела и брюхо белого или розоватого цвета. Задняя часть спины, верхняя половина хвостового стебля и хвостовой плавник жёлтого цвета. Грудные, брюшные и анальный плавники белого или розового цвета. Пазуха и верхняя часть основания грудных плавников чёрные. Спинной плавник в передней части серовато-голубой, а в задней части — жёлтый.
Максимальная длина тела 60 см, обычно до 35 см.

## Биология
Морские пелагические рыбы. Обитают у скалистых и коралловых рифов на глубине от одного до 60 м; образуют небольшие или значительные скопления, часто совместно с другими видами цезионовых. Питаются зоопланктоном в толще воды.

## Распространение
Широко распространены в тропических и субтропических водах Индо-Тихоокеанской области от Шри-Ланка до Вануату; на север до юга Японии и на юг до северной Австралии. 

## Взаимодействие с человеком
Имеют ограниченное промысловое значение. Обычны на местных рынках (Таиланд, Индонезия, Филиппины, Папуа - Новая Гвинея). Ловят тралами, сетями и ловушками. Реализуются в свежем виде.